# Perasia obligata
Perasia obligata là một loài bướm đêm trong họ Noctuidae.